# Clarence DeMar
Clarence DeMar (Estados Unidos, 7 de junio de 1888-11 de junio de 1958) fue un atleta estadounidense, especialista en la prueba de maratón en la que llegó a ser medallista de bronce olímpico en 1924.

## Carrera deportiva
En los JJ. OO. de París 1924 ganó la medalla de bronce en la maratón, recorriendo los 42,195 km en un tiempo de 2:48:14 segundos, llegando a meta tras el finlandés Albin Stenroos y el italiano Romeo Bertini (plata con 2:47:19 segundos).